# Озерков, Дмитрий Юрьевич
Дми́трий Ю́рьевич Озерко́в (род. 26 января 1976, Ленинград, СССР) — российский искусствовед, бывший заведующий Отделом современного искусства Государственного Эрмитажа.

## Биография
Родился в Ленинграде. Занимался в Эрмитаже у Д. А. Мачинского. Учился в Санкт-Петербургском государственном университете у И. Д. Чечота и В. А. Булкина. Стажировался в Берлине, Париже, Лондоне, Нью-Йорке, Иерусалиме, Вильямстауне, Фрибуре. Кандидат философских наук (специальность — «Эстетика»), Санкт-Петербургский государственный университет, (2003, научный руководитель — доктор философских наук, проф. Е. Н. Устюгова).
Куратор выставок по классическому и современному искусству в Государственном Эрмитаже, среди которых «Воспитание Амура» (2006), «Джейк и Динос Чепмены: Конец веселья» (2012) и «Ян Фабр: Рыцарь отчаяния — воин красоты» (2016). Курировал выставки Государственного Эрмитажа на 54-й и 56-й Венецианской биеннале изобразительного искусства — «Дмитрий Пригов: Дмитрий Пригов» (2011) и «Glasstress 2015 Gotika» (2015) соответственно. А также международный проект «Futuruins» в Палаццо Фортуни (2019). Кураторские проекты часто строятся на диалоге современного искусства и произведений старых мастеров. Комиссар выставки «Манифеста 10» (2014). Пропагандист современного искусства. Автор статей по эстетике, искусствознанию, философии искусства, печатавшихся в журналах «Артхроника», «Новый мир искусства», «TheArtNewspaperRussia», «Supérieur Inconnu».
Написал ряд работ, посвященных архитектурной графике и истории коллекции гравюр Эрмитажа, обнаружил каталог библиотеки Екатерины II.
Как общественный деятель руководил противоречивым проектом «Эрмитаж 20/21», важным эпизодом в развитии которого стало проведение выставки «Манифеста 10», воспринятой многими как этапное событие культурной ориентации на Запад в условиях национально-патриотического курса современной культурной политики России. C 2011 года входит в Топ-50 самых влиятельных лиц в российском искусстве по версии журнала «Артхроника».[значимость факта?]
Преподаватель Европейского Университета в Санкт-Петербурге (2005—2007), Университета Культуры (2003—2004), Института Про Арте. С 2018 возглавляет первую в России магистерскую программу в области Art&Science Университета ИТМО.
В 2020—2021 годах — директор musicAeterna по России.
В 2022 году — после 22 лет работы — заявил об увольнении из Эрмитажа «потому что не намерен иметь ничего общего с сегодняшней Россией», в том числе покинув программу Art&Science, галерею «Цифергауз», а также городской совет по культуре при губернаторе Санкт-Петербурга.

## Награды
- Призёр конкурса «Пропилеи» журнала Новый мир искусства в номинации «Лучший арт-критик года» (2000)

## Книги и статьи
Страница на Academia.edu Архивная копия от 29 апреля 2018 на Wayback Machine
- Дмитрий Озерков. Воспитание Амура. СПб., Изд-во Государственного Эрмитажа, 2006
- Dimitri Ozerkov, Satish Padiyar. The Triumph of Eros: Art and Seduction in 18th Century France. London, Fontanka Publishers, 2007. ISBN 978-0954309572
- Dimitri Ozerkov. Catherine II et les Loges de Volpato. In: Giovanni Volpato. Les Loges de Raphaël et la Galerie du Palais Farnèse. Ed. Annie Gilet. Tours, Silvana éditoriale, 2007, p. 75-86. ISBN 97888-3660804-1
- Dimitri Ozerkov. Jakob Philipp Hackert’s Russian associates. In: Europa Arkadien. Jakob Philipp Hackert und die Imagination Europas um 1800. Hg. von Andreas Beyer, Lucas Burkart, Achatz von Müller und Gregor Vogt-Spira. Göttingen, Wallstein Verlag, 2008, p. 147—163. ISBN 978-3-8353-0308-9 (2008)
- Dimitri Ozerkov. La bibliothèque d’architecture de Catherine II. Premières observations. In: Bibliotheques d’architecture. Architectural libraries. Ed. Olga Medvedkova. Paris, INHA/Alain Baudry et Cie, 2009, p. 183—210. ISBN 978-2-35755-006-3
- Dimitri Ozerkov. Das Grafikkabinett Heinrich von Brühls. In: Bilder-Wechsel. Sächsisch-russischer Kulturtransfer im Zeitalter der Aufklärung. Hg. von Volkmar Billig u.a. Köln/Weimar/Wien, 2009, S. 151—220. ISBN 978-3412204358
- Dimitri Ozerkov, Patricia Ellis. Newspeak. British Art Now. Exhibition catalogue. London: Booth-Clibborn Editions, 2009, 124 p.
- Dimitri Ozerkov. Jeder für sich und Gott gegen alle. In: Misericordia. Exhibition catalogue. Prism, West Hollywood CA, 2010, p. 30-34.
- Dimitri Ozerkov. Anna Trofimova: Antony Gormley. Still Standing. Exhibition catalogue. London, 2011, 128 p.
- Dimitri Ozerkov and others. Dmitri Prigov: Dmitri Prigov. Exhibition catalogue for 54th Venice Biennale of Contemporary Art. Venezia, 2011, 384 p.